# Club Atlético de la Juventud Alianza

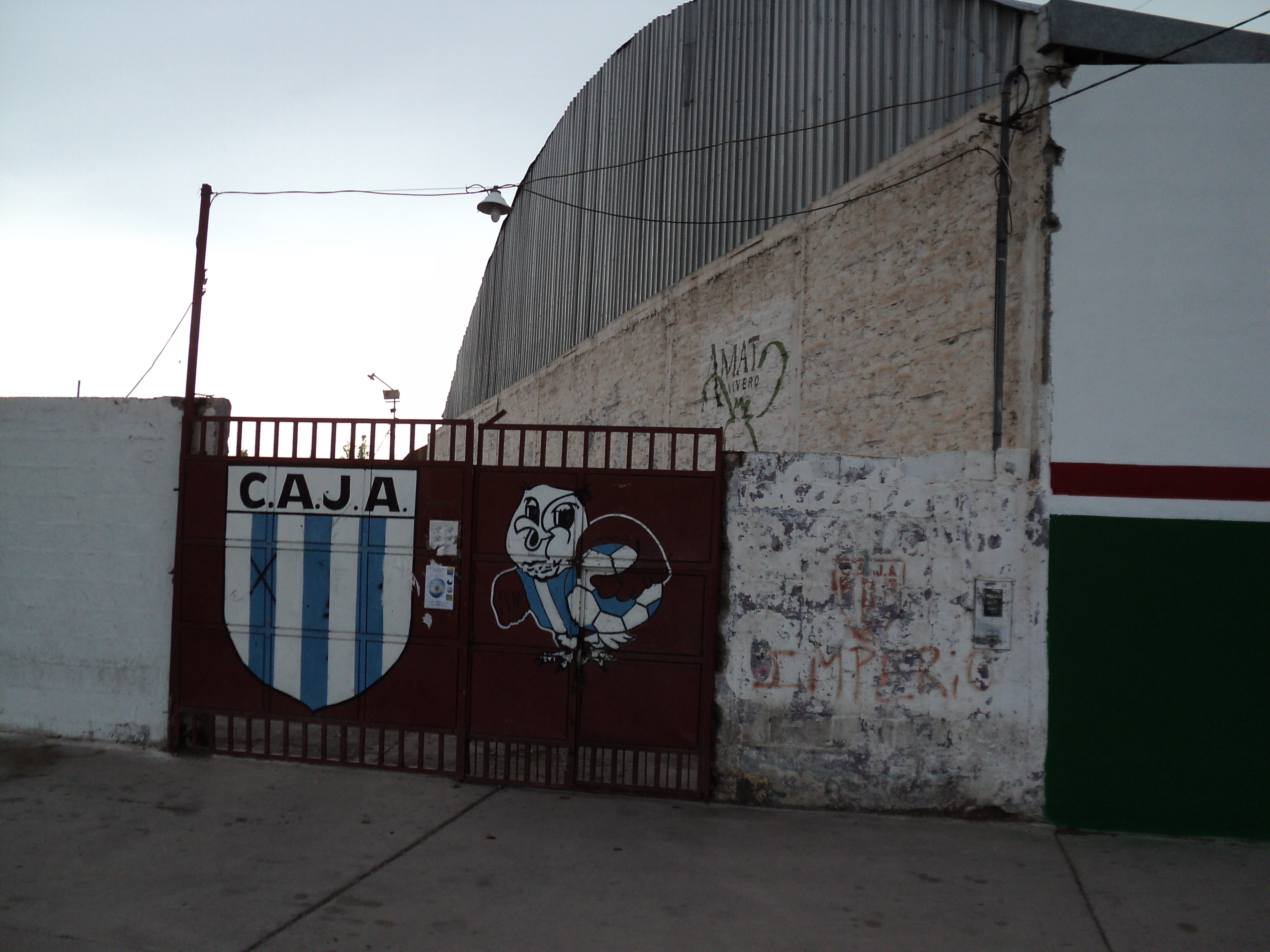
Sede del club en Santa Lucía.

El Club Atlético de la Juventud Alianza conocido popularmente como Atlético Alianza o simplemente Juventud Alianza, es un club deportivo, social y cultural con sede en la ciudad de Santa Lucía, provincia de San Juan, Argentina. 
Su principal actividad es el fútbol, y otras disciplinas también practicadas son el futsal, hockey sobre césped, balonmano.
Es regido por la Federación Sanjuanina de Fútbol a nivel provincial, siendo representado a nivel Nacional por el Consejo Federal, siendo ambas dirigidas por la Asociación del Fútbol Argentino.
Es considerada como una de las instituciones con más historia en la provincia y en la Región Cuyo, por los éxitos conseguidos en sus 120 años de historia y por ser el primer club de fútbol de todo Cuyo, sin dejar de lado el primer club que actualmente sigue activo. También por ser una de las primeras 4 instituciones en jugar en Primera División representando a la Provincia de San Juan, jugando dos temporadas en la misma.
Atlético de la Juventud Alianza ha obtenido 27 títulos. En el plano local ganó 24 campeonatos de liga (3 en el Amateurismo y 21 en el Profesionalismo) y 3 torneos de Preparación. A nivel nacional obtuvo 2 veces el Torneo Regional.

## Historia

### Fundación (1905)
El fútbol en la Argentina se radicó a mediados del siglo XIX, de la mano de inmigrantes ingleses que llegaban a establecerse en el país y en la región.
En el caso de San Juan, esta oleada llegaría a los primeros planos de la clase alta de la sociedad. paralelamente la clase media y baja le daría vida a este famoso deporte.
En 1893 se crea la "Argentine Association Football League" dando lugar el sueño de unificar el fútbol a nivel nacional. En estos años y a comienzos del siglo XX, en la provincia, trabajadores rurales, descendientes de inmigrantes o de ambas partes siendo este sector masivo de la sociedad que daba comienzos a torneos barriales entre grupos de personas que le daban color y pasión a la diversión para saber quien era el mejor de todos.
Por un lado un grupo de jóvenes inquietos egresados del Colegio Nacional Doctor Pablo Cabrera y de la antigua Escuela de Minas (hoy Escuela Industrial Sarmiento), muchos de estos aspirantes a un sueño que se caujo en la vieja esquina de Mendoza y San Luis, para empezar a hacer historia.
Este sueño se completaría el 14 de junio de 1905 se gestó en el distrito Concepción, y se usó de nombre "Club Atlético de la Juventud" (ya que los fundadores eran de una edad entre 19 y 27 años).
Se votó para que Fernando Soldatti se convirtiera en el primer presidente del club, acompañado de Gilberto Flores Bravo, J.Salvatierra, Ricardo Álvarez, J.Díaz, Ramón Bruna, Indalecio Carmona Ríos, Eduardo Vaca, Luis Ponferrada, J.Dalmiro Yanzon, Erick Rosental, Rudencio Gallastegui, entre otros. En total fueron Treinta y siete los fundadores. Y se eligió como colores el Celeste y el Blanco para la camiseta en honor a la Bandera Argentina.
Al paso de los años jugadores y dirigentes de los extintos equipos de "San Pantaleón" y "Benjamín Sánchez" le dieron forma al club, para disputar los primeros torneos amateurs barriales que cada vez eran populares entre el público en general. Pero albergar a todo ese público era difícil ya que no contaba con estadio propio es propio es así que el socio Indalecio Carmona Ríos fue el generoso ya que donó el predio en Concepción, por calle Chile entre la Rioja y Aberastain, donde quedó instalada la primera cancha de Atlético.

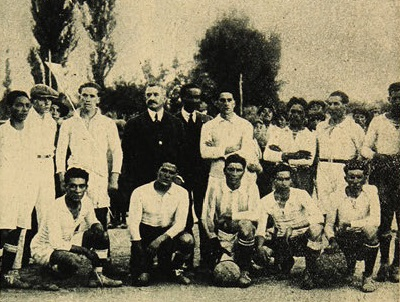
Formación de Juventud Alianza en 1923.

Durante los años venideros el club siguió participando junto a clubes que invitaban instituciones colegas y formaban grupos con los cuales jugaban campeonatos y cuya organización se iban turnando. Hacia 1920 el Gobierno de San Juan propone darle a la actividad formal y elabora un proyeccto de ley en conjunto con varios clubes como el San Martin, Buenos Aires al Pacífico, Racing, Correos y Telégrafos, Árbol Verde y Desamparados, el día 30 de diciembre darían la primera asamblea y luego el 31 de enero de 1921 una nueva asamblea constitutiva de la que estas instituciones juntos al atlético de la juventud serían declarados miembros fundadores.
Título Liga
1922
El 1.er Torneo de la entidad madre lograría ubicarse en segundo lugar tras perder la final a manos del Club Atlético San Martín (San Juan).
Pero la revancha duraría un año, en 1922, logrando con justa responsabilidad su primer título, donde el festejo se trasladó a las calles de la ciudad.
Título Liga
1923
Pero si los jugadores destacados en esos años se quedarían con lo brazos cruzados pues no era así, tal que nuevamente el título de 1923 pasaría en las vitrinas del club de Concepción. 
Título Liga
1925
Pasarían dos temporadas sin éxitos para volver a levantar el título en este caso en 1925. 
Título Liga
1929
Para después dejar de ser protagonista solo logrando la liga de 1929 y tomando fuerza a partir de consolidarse como institución en la primera mitad del siglo XX.
Título Liga
1934
Título Liga
1935
Título Liga
1936
Pero los títulos serían truncados por la sensación del fútbol local como el Atlético Juan Graffigna (igualando en 4 los títulos con Juventud), el papel sería otro con la llegada de jugadores en un plantel lleno de figuras, obteniendo así el tricampeonato en los años 1934, 1935, 1936, pelando cabeza a cabeza con el club graffigna.

### Cambio de Sede y Nuevos Comienzos
La década empezó con otros dos subcampeonatos (1941 y 1943) sin lograr títulos, la otra cara de este periodo es la pérdida del estadio del club producto del Terremoto que sacudió a la Provincia en el año 1944, el equipo quedó imposibilitado de disputar sus encuentros en la cancha ya que quedó destruida por tal hecho. Dejando así en claro que era difícil lograr la supervivencia institucional.
Pero el revés que tuvo el equipo de Concepción no paró el sueño de jóvenes y de personas tras obtener el título año 1945 (8 de la institución) que cortaba una sequía negativa de 9 años sin títulos. Fue un gran desafío para el club lograr la supervivencia y el orden institucional, dejando así en claro que era difícil quebrar los sueños de muchos jóvenes y de personas que día a día hacían crecer al club.
Luego de pasar por esa difícil situación se llega a un acuerdo para que el club dispute partidos en las demás canchas de los clubes rivales. No poder contar con una cancha propia era complicado, pero el club se las ingenió para la disputa de torneos locales
El título de 1946 lo dejó bien parado para clasificar a la Copa de la República 1945 logrando así su primera excursión a nivel nacional. Era una nueva experiencia, ya que los clubes de Buenos Aires y del interior eran la novedad del fútbol nacional. 
El club disputó con muchas ansias el torneo pero una rápida eliminación en primera ronda a manos del Club Sportivo Independiente Rivadavia por 1:0 dejó el sabor amargo ya que las esperanzas de hacer un buen torneo eran óptimas para el gran plantel que enriquecían al club.
Luego de terminar segundos en los torneos de 1948 y 1949, se logra los campeonatos de los años 1950, 1952 y 1953 logrando una buena cosecha de títulos.
Los años posteriores sirvieron para lograr el orden a nivel institucional, además de dos subcampeonatos (1955 y 1956) y la disputa de fases finales de liga y el reconocimiento de ser el club con más popularidad de la provincia entre los clubes locales. 
Entre otras cosas el club toma la decisión de un cambio obligado para ir a instalarse en un predio de aproximadamente 15 hectáreas en calle Mendoza antes de la vieja calle del Agua, hoy República del Líbano en la ciudad de Villa Krause.
Ahí empezaron las grandes obras como la recordada inauguración de las primeras tribunas del estadio en 1959, surgidas de la imaginación de un apasionado por Atlético como Bartolo Baggio -exdirigente- que las soñó y las bosquejó en el piso de tierra de un viejo caserón, así fue que el club lograba un nuevo paso para su reconstrucción.
Siendo campeón del título de 1961 y un subcampeonato el año siguiente, el club dejó de ser protagonista a nivel local por las regulares campañas que disputaba.
El gran cambio estructural que tuvo el Fútbol Argentino en esos años daba la posibilidad de jugar en Primera División, por ello en mano de una invitación de la AFA, el Atlético de la Juventud disputaba el primer Torneo Regional 1967, logrando una vez más la página gloriosa del club, victorias por 2:0 y 3:0 ante Club Atlético Américo Tesorieri lo depositaban en la final del torneo que estuvo al borde del éxito tras perder el título a manos del Atlético Club San Martín (derrotas por 1:2 y 0:1).
Pese a eso el club tuvo el derecho de jugar el Torneo Promocional 1967 que reunía a los subcampeones de las llaves disputadas en el torneo Regional. Las únicas dos victorias que obtuvo fue frente a Racing de Córdoba (3:2 en San Juan y 1:2 en Córdoba), con un solo empate y 11 derrotas (8:2 a manos de Club Atlético Huracán y 6:1 frente a Club Atlético Banfield, siendo las derrotas más duras que sufrió el equipo) dejaron en último lugar al modesto club de Villa Krause.
Gracias a este logro fue el primer paso a primera división, a tal magnitud de torneo tuvo que disputar sus encuentros como local en el estadio del Parque de Mayo (San Juan) ya que el estadio estaba siendo construido, logrando una buena recaudación de dinero y de espectadores.
El plantel estaba conformado por: (Entre paréntesis último equipo proveniente)
Arqueros: José Osvaldo Sergio.
Defensores: Pedro Rodríguez, Jorge Ochoa, Juan Carlos Alemán (Estudiantes (Buenos Aires)), Osvaldo Laprovitola, Pedro Grecco, Luis Castellano.
Mediocampistas: Edgar Rosas (Atlanta), Víctor Antonio Legrotaglie (Atlético Argentino (Mendoza)), Armando Roque Palacios, Rogelio Pacheco, Benito Jofre, Carlos Gallerano.
Delanteros: Ángel Vega, Hugo Riveros, Carlos Rodríguez, Daniel Juárez, Miguel Achával (San Martín (Mendoza)).
Director Técnico: Ignacio Rodríguez Nieto.
El goleador del equipo fue Hugo Riveros con 5 tantos
Terminado ya su participación destacada siendo el primer equipo Sanjuanino en disputar dicho torneo, se pasó a torneos locales donde la suerte no fue la misma logrando malos resultados y regulares campañas solo el subcampeonato de 1971, dejando así una gran participación a nivel local.

### Fusión y Nuevos Comienzos
Mientras tanto en la ciudad de Santa Lucía, la ilusión era la gloria. Según atestiguan quienes vivieron esas épocas, pequeños clubes como "El Palermo", el "Atlético Santa Lucía" y el "Club Friogrifico" fueron unos de los iniciadores de Alianza que iba a suceder en pocos años.
Pero la historia grande les tenía un objetivo: unir fuerzas y conquistar el fútbol a nivel nacional.
Los recursos escasearon y el predio del Barrio Atlético era un tesoro sin explotar del todo. Surgió la idea de abrirse nuevos caminos ante la saturación de equipos que había en Villa Krause: Los Andes, Independiente, Rawson, Boca. Todos le quitaban oxígeno y mirar al Este, a Santa Lucía, fue la elección. 
El 20 de noviembre de 1973, con 67 socios en asamblea y bajo la presidencia de Antonio Meritello, se aprobó la fusión con Alianza con 65 votos a favor, 1 abstención y 1 en contra. Desde ahí, fue volver a empezar. Primero con obras. Después con logros deportivos.
Luego de esta nueva institución con base en la ciudad de Santa Lucía (San Juan), el club iba a conformar un plantel de jerarquía y con jugadores que se desempeñaban muy bien en ámbito local consiguiendo el título de la liga en 1974 siendo este el principio de un año que sería considerado el "Año de Oro".
Luego de la consagración el club tuvo el derecho de disputar por segunda vez el Torneo Regional 1975 disputando las semifinales frente al Sportivo Pedal (San Rafael) siendo victorioso en la seria para disputar la final del torneo.
| Sp.Pedal (San Rafael)                                                         | 2 - 1 | Atl. de la Juventud Alianza(SJ) | Sp.pedal (SR)  | 30 de marzo de 1975 |
| Atl. de la Juventud Alianza(SJ)                                               | 3 - 0 | Sp.Pedal (San Rafael)           | Del Centenario | 6 de abril de 1975  |
| Atl. de la Juventud Alianza (SJ) se clasificó a la final con un global de 4-2 |       |                                 |                |                     |

Siendo el día 20 de abril de 1975 en que el nuevo club lograba ser Campeón del torneo disputando la final nuevamente con el club Atlético Club San Martín.
| Atl. de la Juventud Alianza(SJ)                                                                                     | 0 - 0 | San Martín (Mendoza)            | Del Centenario   | 13 de abril de 1975 |
| San Martín (Mendoza)                                                                                                | 1 - 1 | Atl. de la Juventud Alianza(SJ) | Gral. San Martín | 20 de abril de 1975 |
| Atl. de la Juventud Alianza (SJ) se clasificó al Torneo Nacional 1975 con ventaja de gol visitante un global de 1-1 |       |                                 |                  |                     |

Luego de la consagración el club tuvo cinco meses para prepararse, reunir refuerzos y lograr un plantel casi con la misma base de jugadores para disputar el Campeonato Nacional de fútbol (Argentina) una nueva experiencia a nivel nación para disputar el máximo torneo a nivel clubes de la Argentina.
Llegaba el mes de septiembre y el club disputaba el Campeonato Nacional 1975 (Argentina) logrando buenos resultados y dejando una buena imagen del club y del fútbol sanjuanino, entre estos partidos se destacan las victorias contra Club Atlético Gimnasia y Esgrima (Mendoza) por 2:1, Club Atlético Tucumán por 3:1, Asociación Atlética Argentinos Juniors por3:1, Club Ferro Carril Oeste 1:0, Club de Gimnasia y Esgrima La Plata por 4:3 y la gran victoria como visitante en la última fecha contra el Club Atlético San Lorenzo de Almagro por 3:2, siendo esta la primera victoria frente a los denominados "5 Grandes del fútbol argentino". No obtuvo empates y perdió 10 encuentros entre ellos 3:0 ante Club Atlético Boca Juniors.
El club tenía un plantel numeroso, pero poca infraestructura por lo cual disputó sus encuentros como local en el estadio de Sportivo Desamparados y un plantel de lujo compuesto por (En paréntesis equipo proveniente):
Arqueros: Raúl Tamagnone (San Martín (Mendoza)), Carlos Camargo (Independiente Rivadavia (Mendoza)).
Defensores: Juan Carlos Pereyra, Julio González (Sp. Desamparados), Gregorio Dubrowscyk (San Martín (Mendoza)), Juan Chacón (San Martín (Mendoza)), Alberto Rodríguez, Miguel Rodríguez, Emilio Tadini, Pedro Hidalgo (Sp. Desamparados).
Mediocampistas: Miguel Ángel Astrada (San Martín (Mendoza)), Raúl Paz, Franco Alverza, Eduardo Maryllack (Los Andes (San Juan)), Eduardo Lizzi (Los Andes (San Juan)).
Delanteros: Salvador Ángel Spadano (Sp. Desamparados), Arístides Rodríguez, Daniel Miguel (Rosario Central), Américo Ríos, Abel Coria.
Director Técnico: Hernán Carlos Rodríguez, luego fue sustituido por Ernesto Picot hasta terminar el Torneo.
El goleador fue Salvador Spadano con 10 tantos.
Una vez terminado la participación del club atlético de la juventud Alianza, se puso a venta al jugador Aristides Rodríguez (Brillo en San Lorenzo De Almagro, entre otros clubes) y el predio que tenía en la ciudad de Rawson, con ese dinero se empezó a levantar el actual estadio del Centenario ubicado en la ciudad de Santa Lucía.

### Los 80´ Década de oro
Los 80´ fue la década de oro en la institución no solo por el crecimiento institucional si no por la gran cantidad de títulos obtenidos.
Empezando con la obtención de los títulos de 1981 y 1982, luego el subcampeonato de 1983 (terminando detrás de Sportivo Desamparados).
El 20 de noviembre de 1983 al fin se pudo lograr el sueño de todo club de barrio, lograr su propio estadio y su sede deportiva con la ayuda de los socios y la comisión directiva. El sueño de tener un tercer estadio ya era realidad un estadio modelo en esos años y que podía albergar cualquier equipo.

#### El Pentacampeonato y último paso en Primera
Un gran momento fue surgiendo en el pequeño club de Santa Lucía, grandes jugadores vestían la camiseta y las tribunas con hinchas y simpatizantes que partido a partido seguían y alentaban al club, en 1984 lograba el título sobre Atl Trinidad; en 1985 lograba el bicampeonato ganándole en la final a Peñarol por 2:1, pero eso no era todo, sino que también se clasificó al
Torneo Regional 1985, logrando así una nueva página a nivel nacional.
En el torneo se pudo ver y apreciar a un plantel con buen fútbol y grandes actuaciones. Durante el torneo el club obtuvo nada más y nada menos que el invicto y el gran partido de la última fecha en Mendoza frente a gimnasia por el primer lugar logrando un empate en 2 goles y obteniendo el primer lugar y logrando disputar la final.
| Equipo                           | Pts | PJ | PG | PE | PP | GF | GC | Dif |
| -------------------------------- | --- | -- | -- | -- | -- | -- | -- | --- |
| Atl. de la Juventud Alianza (SJ) | 16  | 10 | 6  | 4  | 0  | 20 | 8  | 12  |
| Gimnasia y Esgrima (Mendoza)     | 15  | 10 | 6  | 3  | 1  | 21 | 10 | 11  |
| Sportivo Pedal (San Rafael)      | 12  | 10 | 4  | 4  | 2  | 12 | 8  | 4   |
| Tres Acequias (Rivadavia)        | 7   | 10 | 3  | 1  | 6  | 8  | 11 | -3  |
| Andes FC (General Alvear)        | 7   | 10 | 3  | 1  | 6  | 10 | 19 | -9  |
| Deportivo Tunuyán (Mendoza)      | 3   | 10 | 1  | 1  | 8  | 5  | 20 | -15 |

| Clasificado para la Final. |

En la final enfrentó al club Riojano de Independiente, logrando así ambas victorias en los partidos y el ansiado consagración al Campeonato Nacional 1985 (Argentina). Una vez más el club de Santa Lucía lograba codearse con los grandes equipos de la primera División del fútbol Argentino. 
| Independiente (La Rioja)                                                                   | 1 - 2 | Atl. de la Juventud Alianza (SJ) | Municipal      | 20 de enero de 1985 |
| Atl. de la Juventud Alianza (SJ)                                                           | 1 - 0 | Independiente (La Rioja)         | Del Centenario | 27 de enero de 1985 |
| Atl. de la Juventud Alianza (SJ) se clasificó al Torneo Nacional 1985 con un global de 3-1 |       |                                  |                |                     |

El gran esfuerzo en el torneo Nacional fue mucho terminando en último lugar con la única victoria frente a Argentino (3:1) luego derrota por (2:0), 1 empate y derrota frente a Club Atlético San Martín (Tucumán) (0:0) y (4:0) y 2 derrotas ante Club Atlético Vélez Sarsfield (1:2 y 3:0).
Pese a eso se pasó a Ronda de Perdedores (Un tipo de reclasificatorio) enfrentando a Club Atlético Temperley siendo victoria en San Juan por 4:3 y luego derrota por 4:1 siendo eliminado del torneo.
Otra vez un plantel plagado de buenos jugadores como: (En paréntesis equipo proveniente):
Arqueros: Carlos Manzanares.
Defensores: Aldo Rodríguez, Juan Torletti (Belgrano (Córdoba)), Hubert Piozzi, Rubén Ceballos, Roberto Mallea.
Mediocampistas: Jorge Pereyra (Huracán (San Rafael)), Miguel Seronero (Racing (Córdoba)), Argentino Poblete, Ricardo Dillon (Argentino (Alvear)), Daniel Ferrero, Julio Bond (Racing (Córdoba)), Omar Vargas.
Delanteros: Jorge Muñoz, David Pelletan, Rubén Molina (Racing (córdoba)), Héctor Riveros, Darío Giuliani.
Director Técnico: Adalberto Muggione.
.Luego de terminar el Torneo Regional se fueron: José Gaitán, Eduardo Foressi y Luis Scatolaro.
.El goleador del equipo fue Jorge Muñoz con 3 Tantos.
El club no paso las expectativas, lamentablemente iba a ser la última experiencia a nivel nacional con los equipos de la primera división tal cual el cambio de categorías y el profundo cambio político tras una restructuración hicieran que el club disputara el Torneo del Interior, una serie de torneos anuales que lograban el ansiado ascenso a la segunda nueva categoría del fútbol argentino denominado: Primera B Nacional.
El cambio político y del fútbol hicieran que el club disputara el Torneo del Interior una serie de torneos anuales lograba el ansiado ascenso a la segunda categoría del fútbol argentino denominado Primera B Nacional.
En 1986 lograba el Tricampeonato superando al Dep. Aberastain, y la clasificación al Torneo del Interior 1986. El club disputó una liguilla clasificatoria a nivel provincial pero no pudo obtener buenos resultados por lo cual no pudo clasificar a dicho torneo.
Para la temporada 1986–1987 el Club clasificó en un grupo parejo de principio a fin, empezando con 7 partidos invicto con 4 victorias y 3 empates, hasta la derrota por 2:1 ante Club Atlético San Lorenzo de Alem, a partir de ahí cuatro empates consecutivos lo dejaron casi sin chances de clasificación, pese a las dos victorias en las últimas fechas, no se pudo clasificar a rondas finales tras terminar en tercer lugar.
En 1987 lograba el campeonato tras superar a Sportivo Desamparados, logrando así la clasificación al Torneo del Interior 1988, siendo parte del grupo B que logró el primer lugar y en forma invicta con partidos como el 2:2 ante Club Atlético Argentino (Mendoza), 2:0 al Club Sportivo Estudiantes (San Luis) y el 3:1 Sp. Pedal (San Rafael) entre otros resultados.
Se conformó en el grupo "B" terminando en forma invicta con 4 victorias y solo 2 empates.
En la segunda ronda disputó difíciles encuentros con solo 4 puntos en 6 en juego siendo así que dos derrotas lo eliminaron del torneo mientras que en la última fecha cerro como local con una goleada por 6:1 ante Alianza Futbolística, terminando en tercer lugar con 2 victorias, 1 empate y 3 derrotas. 
En 1988 lograba el quinto título consecutivo tras superar por un punto a San Martín, logrando así la clasificación para el Torneo del Interior 1989, se mantuvo la misma base del torneo pasado y algunos refuerzos. El club llegó a lo más alto, primero disputó la primera ronda: "Región Cuyo - Grupo B" clasificando en primer lugar con 7 puntos producto de tres victorias (Incluida una goleada como local por 7:0 ante Club Atlético Juventud Unida Universitario, solo consiguió un empate y tan solo dos derrotas.
| Equipo                           | Pts | PJ | PG | PE | PP | GF | GC | Dif |
| -------------------------------- | --- | -- | -- | -- | -- | -- | -- | --- |
| Atl. de la Juventud Alianza (SJ) | 7   | 6  | 3  | 1  | 2  | 11 | 4  | 7   |
| San Martín (Mendoza)             | 7   | 6  | 3  | 1  | 2  | 7  | 4  | 3   |
| Juventud Unida (San Luis)        | 7   | 6  | 3  | 1  | 2  | 6  | 12 | -6  |
| Sp.Ballofet (San Rafael)         | 3   | 6  | 1  | 1  | 4  | 2  | 6  | -4  |

| Clasificado a Grupo Final Cuyo. |
| Eliminado del Torneo.           |

En el grupo "Final Cuyo" volvió con la misma regularidad como en la fase anterior, siendo así consiguió el invicto por 4 fechas hasta terminar con dos derrotas (una a manos de su eterno clásico Club Atlético San Martín (San Juan); el grupo se hizo muy parejo e incluso se eliminó del torneo al eterno clásico por diferencia de gol, terminando segundo detrás de Alianza Futbolística y clasificando a los octavos de final.
| Equipo                           | Pts | PJ | PG | PE | PP | GF | GC | Dif |
| -------------------------------- | --- | -- | -- | -- | -- | -- | -- | --- |
| Alianza Futbolera (Córdoba)      | 9   | 6  | 4  | 1  | 1  | 11 | 6  | 5   |
| Atl. de la Juventud Alianza (SJ) | 7   | 6  | 3  | 1  | 2  | 8  | 6  | 2   |
| San Martín (San Juan)            | 7   | 6  | 2  | 3  | 1  | 5  | 4  | 1   |
| San Martín (Mendoza)             | 1   | 6  | 0  | 1  | 5  | 4  | 12 | -8  |

| Clasificado a cuartos de final. |
| Eliminado del Torneo.           |

En los cuartos de final se enfrentó al club Gaiman Fc (Chubut) con una victoria de 6-1 en la ida y en San Juan por 3-0.
| Gaiman FC (Trelew)                                                               | 1 - 6 | Atl. de la Juventud Alianza (SJ) | Municipal      | 23 de abril de 1989 |
| Atl. de la Juventud Alianza (SJ)                                                 | 3 - 0 | Gaiman FC (Trelew)               | Del Centenario | 30 de abril de 1989 |
| Atl. de la Juventud Alianza (SJ) se clasificó a Semifinales con un global de 9-1 |       |                                  |                |                     |

En semifinales se enfrentó al duro e histórico equipo de Club Atlético Nueva Chicago el partido de ida se jugó en San Juan con victoria del Local por 4-2, trece días después en el barrio de Mataderos el equipo Santaluceño perdió por 3-1 (Global 5-5) por lo cual se tuvo que ir a definición por penales donde tanto el arquero de juventud alianza como la suerte misma dejó la victoria para el visitante por 6-5 en penales depositándolo en la final del torneo.
| Atl. de la Juventud Alianza (SJ)                                                 | 4 - 2       | Nueva Chicago                    | Del Centenario         | 7 de mayo de 1989  |
| Nueva Chicago                                                                    | 3(5) - (6)1 | Atl. de la Juventud Alianza (SJ) | República de Mataderos | 20 de mayo de 1989 |
| Atl. de la Juventud Alianza (SJ) se clasificó a Final con un global de 5-5 (6-5) |             |                                  |                        |                    |

La final se jugó en la ciudad de Bahía Blanca enfrentando al Club Olimpo con victoria del local por 3-1, pero una semana después en Santa Lucía a cancha llena se disputó la vuelta y en un resultado mentiroso con victoria del local de 2-1 e incluso con gol no convalidado y en la misma jugada penal errado. El club de bahía blanca ascendió a la "B" Nacional dejando a atlético de la juventud alianza en la puerta de la gloria.
| Olimpo (Bahía Blanca)                                                          | 3 - 1 | Atl. de la Juventud Alianza (SJ) | Roberto Carminatti | 28 de mayo de 1989 |
| Atl. de la Juventud Alianza (SJ)                                               | 2 - 1 | Olimpo (Bahía Blanca)            | Del Centenario     | 4 de junio de 1989 |
| Olimpo (Bahía Blanca) se clasificó al Torneo Nacional "B" con un global de 4-3 |       |                                  |                    |                    |

Pese al tropezón en la final los títulos para que el Pentacampeonato ya era realidad, ya se podía hablar del mejor equipo de San Juan tal hazaña que es el único equipo en lograr nada más y nada menos que 5 títulos consecutivos siendo un récord en la liga sanjuanina de fútbol hasta la actualidad.

#### Temporada 1995-1996
- En una nueva participación a nivel nacional, en un torneo que reunía a los mejores equipos del interior de la Argentina, sería una disputa muy difícil de una nueva categoría a nivel semi- amateur. El plantel iba a ser totalmente del club más algunos jugadores de ámbito local que venían en forma de refuerzos para la temporada.
- Bajo la dirección técnica de Víctor Hugo Cabello, se disputó en gran manera los partidos empezando de buena manera con 7 puntos en 3 partidos, luego vendrían una serie de derrotas y empate que ubicaban al equipo en la mitad de la tabla. Al final de la ronda terminaría en 3.er lugar con 24 puntos, clasificando a segunda fase del torneo.
- Ya en segunda fase no iba a ser el mismo que el de la primera, siendo vulnerable como visitante (incluso no iba a ganar ningún encuentro en esta condición), y con pocos puntos como local dejándolo en último lugar y quedando eliminado del torneo.
- Al final del torneo se despide el técnico Víctor H. Cabello y algunos jugadores.

Torneo Argentino B (2003-2014)
- '2003-04': Integró el Grupo 10 junto con Andino, Villa Obrera e Independiente (Chilecito). Finalizó 3.º y clasificó en lugar de Andino que fue descalificado por agresión al árbitro. En la siguiente instancia cayó ante Deportivo Guaymallén por un global de 2 - 0.
- '2004-05:' Integró la Zona C juntó con otros 5 equipos, finalizando 2.° en el Torneo Apertura. Terminaría cayendo en la siguiente instancia por un global de 3 - 1 ante Juventud de Pergamino. En el Torneo Clausura quedó eliminado en fase de grupos al quedar 3.°
- 2005-06: Integró la Zona D junto otros 6 equipos, y terminaría penúltimo en el Torneo Apertura y último en el Torneo Clausura, lo que lo obligó a jugar una reválida contra Mitre (SdE) para no descender directamente al Torneo del interior. Alianza terminaría ganando con un global de 3 a 1, ganando el derecho a jugar la Promoción por no descender contra San Fernando (T), con quien terminaría igualando en el marcador global por 1 - 1, logrando así mantener la categoría por ventaja deportiva.
- 2006-07: Integró la Zona C junto con otros 7 equipos y quedó último en el Torneo Apertura, y 6.º en el Torneo Clausura, lo que lo obligó nuevamente a jugar la promoción para mantener la categoría. Ya por la promoción Alianza terminaría ganando 5 - 3 por penales luego de empatar 2 - 2 en el marcador global contra Sportivo Las Parejas.
- 2007-08: Terminó penúltimo de 8 equipos en la Zona C, quedando así eliminado en la Fase Inicial del Campeonato.
- 2008-09: Quedó 1.° de la Zona E integrada por 6 equipos, clasificando así a la fase final, donde integraría grupo con Del Bono, Atenas y Estudiantes de Río Cuarto. Quedó eliminado al terminar último en la Zona C.
- 2009-10: Por el Torneo Apertura quedó 2.º de 7 equipos que conformaban la Zona F, lo que le permitió avanzar a la siguiente fase en donde enfrentaría a General Paz Juniors. Aquel partido perdería 2 a 1 por la ida, y lograría ganar la vuelta por el mismo resultado, llevando el partido a los penales. Los penales quedarían en los registros del fútbol argentino al ser una de las tandas más largas de la historia. Se patearon 42 penales, Alianza anotó 20, General Paz 21, quedando eliminado en la segunda fase del torneo. Por el Torneo Clausura quedaría eliminado en primera fase después de quedar 4.°
- 2010-11: Clasificó 2.° en la Zona E integrada por 7 equipos. Ya en la siguiente fase quedaría otra vez eliminado al finalizar 3.° en el grupo integrado junto Sportivo Las Parejas, Racing de Olavarría y Del Bono.
- 2011-12: Quedó eliminado en la primera fase tras quedar 6.º en la Zona 7 integrada por 8 equipos.
- 2012-13: Integraría la Zona 2 con otros 14 equipos y quedaría eliminado en la primera fase al quedar 9.°
- 2013-14: Quedó eliminado en Primera Fase al quedar 5.° de la Zona 4 integrada por 10 Equipos.

#### Torneo Federal B (2014-2017)
- 2014: Finalizó 1.° de la Zona 15 integrada por 8 equipos, clasificando a la etapa final donde caería por un global de 4 - 2 frente Huracán Las Heras.
- 2015: Integró la Zona 10 junto con otros 11 equipos y finalizó 1.°, lo que le permitió clasificar a la próxima instancia donde integraría grupo con otros 7 equipos y quedaría 5.° a un punto de la clasificación a los Play-Off.
- 2016:  Quedó eliminado en fase de grupos finalizando 4.º de 6 equipos que integraban la Zona 7 de la Región Cuyo.
- 2016-C: Quedó eliminado en fase de grupos finalizando 4.° de 8 equipos que integraban la Zona A de la Región Cuyo.
- '2017': Terminó eliminado en fase de grupos finalizando 8.º de 10 equipos que integraban la Zona A de la Región Cuyo.

#### Torneo Regional Federal Amateur (2019-)
- 2019: Quedó eliminado en fase de grupos quedando tercero de la Zona 6.
- 2020-21: Clasificó primero de la Zona 3 con puntaje ideal y cayó en la segunda ronda frente a FADEP por penales. Atlético Alianza se despidió del torneo invicto.
- 2021-22: Clasificó primero de la Zona 6. En instancias de Play-Off Superó en Octavos a Angaqueros del Sud con un global de 9 a 0. En Cuartos avanzó ante Peñaflor. En Semifinales venció con un global de 7 a 1 a EFI Juniors (SL). Ya en la Final de la Región Cuyo, Alianza pudo clasificar a la final por el ascenso después de derrotar a Gútierrez SC por un global de 4-3 (cayó en la ida 2 a 1 y pudo remontar en el estadio Del Centenario con un 3 a 1). En la final por el ascenso al Torneo Federal A caería ante Atlético Paraná 3 (Stupiski, Clavijo Gerlo , Schvindt) a 0 en Río Cuarto.
- '2022-23': Clasificó primero de la Zona 8. En la siguiente instancia quedó eliminado contra San Miguel de Albardón.
- '2023-24' Clasificó primero de la Zona 10. En instancias de Play-Off Superó en Octavos a Juventud Zondina por penales 4 a 3. En Cuartos avanzó ante San Miguel de Albardón. En Semifinales venció 4 - 2 a Sportivo Rivadavia de La Bebida vía penales. Ya en la Final de la Región Cuyo, Alianza quedó descalificado por incidentes contra los jugadores de Gutiérrez Sport Club

## Hinchada

### Apodos
Durante la rica historia del club desde los tablones del estadio se empezaban a gestionar apodos al equipo siendo este uno de los clásicos de la vida, es así que obtuvo por ende de sus propios hinchas y de sus rivales:
- "Copitos de Leche": Apodo que se le puso al club al principio de sus años por el blanco de la camiseta (aún no predominaba el celeste, que luego iba a ser incorporado).

- "Albicelestes": Apodo que cuentan surgió de la mente brillante y cultivada de Don Eusebio del Jesús Dojorti Rojo (Buenaventura Luna) quien fuera dirigente de Atlético, ya que en esos años la camiseta era muy similar a su par de Racing Club de Avellaneda y a la Selección Argentina.

- "Decano de Cuyo": Apodo que los diarios de Mendoza y San Juan mencionaban al club ya que era el más longevo de la Región de Cuyo.
- "Lechuzos": Un viejo miembro de la Primera Comisión Directiva de la fusión presidida por el Sr. Isaac Kerman, llamado Tito Rodrigo, fue el que le puso el apodo los lechuzos, por el motivo que se paraban los lechuzos en el travesaño del arco y justo dio la casualidad de que Alianza iba perdiendo un partido y pegó una pelota en el travesaño ahuyentando a un lechuzo que se había parado ahí, luego en ese mismo arco vino el gol y luego otro de Alianza, logrando así dar vuelta el resultado, la hinchada cfomenzó a gritar en ese mismo momento Lechuzo!!, Lechuzo!!, y ese año se consagró campeón ya que fue el primer campeonato que jugaba el nuevo club fusionado. Secundado por pares como Nino Castellino, Julio Sevilla, Tito Torres y Luis Aguirre. Y Diario de Cuyo lo terminó de instalar en el ambiente hasta ser reconocido oficialmente en la presidencia de Alfredo Daroni. Desde ese día este club es más conocido por el apodo de "los lechuzos" que por el nombre mismo hasta la actualidad.

- Su Hinchada es conocida popularmente como "Los Inadaptados".

## Estadio e Instalaciones
Durante los años del club se fue progresando tuvo al menos 2 estadios en donde disputó partidos y fue llenando de gloria e historia al modesto club.
- "Estadio de Concepción": ya fundado el club Atlético Alianza se buscó en donde tener su primer estadio es así por un socio y fundador de club llamado: Indalecio Carmona Ríos donó unos terrenos propios en la zona urbana llamada Concepción y ahí entre las calles Chile entre Av. La Rioja y Aberastain se ubicó el predio y la primera cancha del club. El club iba a jugar ahí por unos largos 39 años hasta que en 1944 un terremoto sacudió a la Provincia de San Juan provocando un desastre natural, y dejando sin uso a la cancha del club.

- "Estadio de Villa Krause": Luego de la pérdida del primer estadio el club deambuló por todos los demás estadios que se salvaron y recuperaron, hasta que el club compró un predio de aproximadamente 15 hectáreas en calle Mendoza antes de la vieja calle del Agua, hoy República del Líbano. Ahí empezaron las grandes obras como la recordada inauguración de las primeras tribunas del estadio en 1959. Se disputaron muchos partidos pero no se usó para los Torneos Nacionales ya que era un estadio nuevo y las tribunas aún no estaban completas.

Luego del éxito de varios clubes de la ciudad de Rawson, el club aún en funcionamiento se decide fusionar con el club de Santa Lucía "Alianza" para el nacimiento del actual club y trasladarse a la ciudad de Santa Lucía donde hoy predomina su estadio. 
- El Estadio del Centenario, y la sede social del club, se encuentran a pocas cuadras de la Plaza Departamental de la Ciudad y el comienzo de la transitada Ruta Nacional 20, Con una capacidad aproximadamente de 9 000 espectadores y está dentro de los cinco estadios más grandes de la Provincia de San Juan.

## Escudo
Escudos de Atlético de la Juventud y Deportivo Alianza antes de fusionarse.
```

```

Estos son algunos de los escudos que utilizó el Club Atlético de la Juventud Alianza a lo largo de sus 117 años historia.
```

```

## Rivalidades
Su clásico rival es el Club Atlético San Martín, siendo éste el clásico más antiguo de la provincia y que enfrenta a los dos clubes más ganadores de la Liga Sanjuanina. Actualmente el partido no se juega en forma oficial desde hace muchos años debido a encontrarse en diferentes categorías.

## Datos del Club
- 'Puesto histórico:' 76.º
- Temporadas en Primera División: 2 
  - Participaciones en Primera División: 0
  - Participaciones en el Campeonato Nacional: 2 (1975 y 1985).

- Temporadas en Segunda División: 5 
  - Participaciones en la B Nacional: 0
  - Participaciones en el Torneo Regional: 5 (1967, 1975, 1983, 1984, 1985-86).
- Temporadas en Tercera División: 12 
  - Participaciones en el Torneo del Interior: 4 (1985-87, 1987-88, 1988-89, 1992).
  - Participaciones en el Torneo Argentino A: 8 (1995-96, 1996-97, 1997-98, 1998-99, 1999-00, 2000-01, 2001-02, 2002-03).
- Temporadas en Cuarta División: 20 
  - Participaciones en el Torneo Argentino B: 11 (2003-04, 2004-05, 2005-06, 2006-07, 2007-08, 2008-09, 2009-10, 2010-11, 2011-12, 2012-13, 2013-14)
  - Participaciones en el Torneo Federal B: 5 (2014, 2015, 2016, 2016-C, 2017)
  - Participaciones en el Torneo Regional Federal Amateur: 3 (2019, 2020-21, 2021-22, 2022-23)
- Temporadas en Copas Nacionales: 5
  - Participaciones en Copa Argentina: 4 (2011-12, 2012-13, 2013-14, 2014-15)
  - Participaciones en Copa de la República: 1 (1945)
- Temporadas en Torneos Nacionales: 1
  - Participaciones en el Torneo Promocional: 1 (1967)
- Ascensos/descensos:

 1995: Ascenso al Torneo Argentino A
 2002/03: Descenso al Torneo Argentino B
- Mayores goleadas recibidas:
  - En Campeonato Nacional: Aldosivi 5 - 0 Atlético Alianza (1975)
  - En Torneo Regional: Andino 6 - 0 Atlético Alianza (1983)
  - En Torneo Argentino A: Juventud Antoniana 7 - 0 Atlético Alianza (1996)
  - En Torneo Argentino/Federal B: Guaymallén 6 - 1 Atlético Alianza (2007)
  - En Torneo Promocional: Huracán 8 - 2 Atlético Alianza (1967)

- Mayores goleadas conseguidas:
  - En Campeonato Nacional: Atlético Alianza 3 - 1 Argentinos Juniors; a Atlético Tucumán (1975); a Argentino Firmat (1985)
  - En Torneo Regional: Atlético Alianza 9 - 0 Defensores De La Boca (1984)
  - En Torneo Argentino A: Atlético Alianza 4 - 0 Independiente Rivadavia (2002)
  - En Torneo Argentino/Federal B: Atlético Alianza 4 - 0 Villa Cubas (2012); a Del Bono (2017)
  - En Torneo Regional Amateur: Atlético Alianza 6 - 0 Angaqueros del Sud (2021)

- Partidos Destacados:
  - Nacional 1975: San Lorenzo 2 - 3 Atlético Alianza
  - Nacional 1975: Atlético Alianza 3 - 1 Argentinos Juniors
  - Nacional 1975: Atlético Alianza 1 - 0 Ferro Carril Oeste
  - Nacional 1975: Atlético Alianza 4 - 3 Gimnasia y Esgrima LP

## Uniforme
Uniforme titular: Camiseta con bastones verticales Blancos y Celestes y vivos en color Bordo, pantalón negro y medias negras.
Uniforme alternativo: Camiseta bordo con vivos celestes y blancos, pantalón negro, medias blancas. 

### Indumentaria y patrocinador
| Período   | Indumentaria | Patrocinador |
| --------- | ------------ | --- |
| 1905–1975 | Sin Marca    | Sin patrocinador |
| 1974–1975 | Sin Marca    | La Única Seguros |
| 1979–1981 | Sin Marca    | Lotería de San Juan |
| 1981–1984 | Sin Marca    | Gobierno de San Juan |
| 1984–1986 | Sin Marca    | Carnes Cooprosas |
| 1988–1989 | Sin Marca    | Martinazo Deportes |
| 1990–1991 | Sin Marca    | Puertas del Sol |
| 1995–1996 | Sportlandia  | Transportes Socasa |
| 1998–1999 | Sportlandia  | Crédito Opción |
| 1999–2000 | Sportlandia  | Pasión Deportiva - SuperCanal - Café América |
| 2000–2001 | Pegaso       | Tarjeta Aliada - SuperCanal - Rodarena |
| 2001–2002 | Pegaso       | Tarjeta Aliada - Café América |
| 2002–2003 | Pegaso       | Tarjeta Aliada |
| 2003–2004 | Sin Marca    | Sidra La Capilla - CATA Internacional - Integral Distribuciones |
| 2004–2005 | Sport 2000   | Sidra La Capilla |
| 2005–2006 | Sin Marca    | Sin patrocinador |
| 2006–2007 | Sin Marca    | Tarjeta Aliada |
| 2007–2008 | Sport 2000   | Sterie Clean Rodarena - Caja de Acción Social de San Juan - Casa 2000 Calzados - Recuperadora Fernández - Príncipe Fábrica de Chacinados -                                                                                |
| 2008–2009 | Sport 2000   | Gran Hotel Provincial - Tarjeta Data 2000 - Recuperadora Fernández |
| 2009–2010 | Mitre        | Gran Hotel Provincial - Tarjeta Data 2000 - Integral - FASE Electricidad - San Juan Minero - Bodega Putruele - Auto-transportes 20 de Junio                                                                               |
| 2010–2011 | Mitre        | Gran Hotel Provincial - FASE Electricidad - San Juan Minero - Bodega Putruele |
| 2011–2012 | Mitre        | Gran Hotel Provincial - FASE Electricidad - San Juan Minero - Bodega Putruele |
| 2012–2013 | Sport 2000   | Gran Hotel Provincial - Tarjeta Data 2000 - San Juan Minero - Bodega Putruele - SEC San Juan - Óptica Suiza - Vergel - Municipalidad de Santa Lucía                                                                       |
| 2013–2014 | Sport 2000   | Gran Hotel Provincial - Tarjeta Data 2000 - San Juan Minero - Bodega Putruele - SEC San Juan - Municipalidad Santa Lucía                                                                                                  |
| 2014–2015 | Sport 2000   | Gran Hotel Provincial - Tarejeta Data 2000 - San Juan Minero - Bodega Putruele - SEC San Juan - Municipalidad Santa Lucía - Aguas Palmares                                                                                |
| 2015–2016 | Sport 2000   | Gran Hotel Provincial - Tarjeta Data 2000 - San Juan Minero - Bodega Putruele - SEC San Juan - Municipalidad de Santa Lucía - Aguas Palmares                                                                              |
| 2016-2017 | Sport 2000   | Gran Hotel Provincial - Tarjeta Data 2000 - 20 de Junio - Rocco - Bodega Lapetta - Municipalidad de Santa Lucía - Gobierno de San Juan - Aguas Palmares - Óptica Suiza                                                    |
| 2017-2018 | Sport 2000   | Gran Hotel Provincial - Tarjeta Data 2000 - 20 de Junio - Rocco - Bodega Lapetta - Municipalidad de Santa Lucía - Gobierno de San Juan - Aguas Palmares                                                                   |
| 2018-2019 | Sport 2000   | Gran Hotel Provincial - Tarjeta Data 2000 - Auto-transportes 20 de Junio - Bodega Lapetta - Municipalidad de Santa Lucía - Gobierno de San Juan                                                                           |
| 2019-2020 | Prisma       | Bodega Lapetta - Asijemin - Huarpe - Municipalidad de Santa Lucía - Gobierno de San Juan |
| 2020-2021 | Prisma       | Bodega Lapetta - Asijemin - Huarpe - Municipalidad de Santa Lucía - Gobierno de San Juan - CAJA S.O.S - ECO BAT - Mundo Médico                                                                                            |
| 2021-2022 | Prisma       | Bodega Lapetta - Asijemin - Huarpe - Municipalidad de Santa Lucía - Gobierno de San Juan - ECO BAT - SEP San Juan |
| 2022-2023 | Prisma       | Café America - Matias Sigalat Eventos - PokeFarma - Municipalidad de Santa Lucía - Gobierno de San Juan - Mundo Médico - MG Carnes - France Motors - Del Parque - CuyoStar - APE Construcciones - Pirko Outdoors - GAUCHO |

## Palmarés

### Torneos Nacionales/Regionales Oficiales
- Torneo Regional (2): 1975 y 1985.

### Torneos Locales Oficiales
- Primera División de Liga Sanjuanina (26):
  - 13 campeonatos como Atlético de la Juventud: 1922, 1923 (1° Bicampeonato), 1925, 1929, 1934, 1935, 1936 (1° Tricampeonato), 1945, 1946 (2° Bicampeonato), 1950, 1952, 1953 (3° Bicampeonato), y 1961.
  - 12 campeonatos como Atlético de la Juventud Alianza: 1974, 1981, 1982, 1984, 1985, 1986, 1987, 1988 (1° Pentacampeonato), 2010, 2016 (V), 2016 (A), 2021 (A), 2023 (V).
  - 3 Iniciación de la Liga Sanjuanina de Fútbol: 1975, 1985 y 1999.

## Jugadores

### Goleadores históricos y mayores presencias (Primera División)
| Jugador          | Goles |
| ---------------- | ----- |
| Salvador Spadano | 10    |
| Hugo Riveros     | 6     |
| Julio Gonzalez   | 5     |
| Daniel Juarez    | 4     |

| Jugador          | Partidos |
| ---------------- | -------- |
| Eduardo Lizzi    | 16       |
| Juan Pereyra     | 16       |
| Miguel Astrada   | 15       |
| Salvador Spadano | 15       |

#### Jugadores que pasaron por la Cantera de Atlético de la Juventud Alianza
| Pos | Jugador         | Observación                                                                                   |
| --- | --------------- | --------------------------------------------------------------------------------------------- |
|     | Eduardo Delgado | Logró el ascenso a Primera División con Rosario Central en 1985                               |
|     | Nicolás Freire  | Campeón del Campeonato Brasileirao con Palmeiras 2018.                                        |
|     | César Garipe    | Logró el ascenso a Primera División con Argentinos Juniors en 2004, y con Godoy Cruz en 2008. |
|     | Rubén Botta     | Campeón de la Liga MX y Concacaf Champions League con Pachuca.                                |

### Plantel 2024
- Actualizado el 16 de Noviembre de 2024.[2]

Bajas
Jairo Manuel Diaz a GECU